# 芒特奧利夫鎮區 (伊利諾伊州馬庫平縣)
芒特奧利夫鎮區（英語：Mount Olive Township）是位於美國伊利諾伊州馬庫平縣的一個行政鎮區。

## 地方資料
根據2010年美國人口普查的數據，芒特奧利夫鎮區的面積為47.30平方千米，當中陸地面積為46.60平方千米，而水域面積為0.70平方千米。當地共有人口3135人，而人口密度為每平方千米66.28人。